# Asianux
Asianux was een Linuxdistributie. Het was een joint venture tussen Haansoft, Red Flag Software en Miracle Linux. Het richtte zich voornamelijk op de Aziatische markt. De laatste versie is 2.0 en verscheen op 8 december 2005. De serverversie bereikte versienummer 4.0.

## Versiegeschiedenis
- Asianux 1.0 (30 juni 2004)
- Asianux 2.0 (26 augustus 2005)
- Asianux Server 3 (18 september 2007)
- Asianux Server 4 (17 januari 2012)